# اوکانتو فالز (ویسکانسین)
اوکانتو فالز، ویسکانسین (به انگلیسی: Oconto Falls) شهری در شهرستان اوکانتو ایالت ویسکانسین است که در سال ۱۹۱۹ بنیان‌گذاری شده‌است. این شهر طبق سرشماری سال ۲۰۱۰ میلادی ۲٬۸۹۱ نفر جمعیت داشته‌است.